# デヴィッドソン (フリゲート)
|          | |
| 艦歴     | |
| 発注     | 1962年1月3日                                                                                          |
| 起工     | 1963年9月30日                                                                                         |
| 進水     | 1964年10月2日                                                                                         |
| 就役     | 1965年12月1日                                                                                         |
| 退役     | 1988年12月8日                                                                                         |
| その後   | ブラジルに貸与 廃棄前に沈没                                                                           |
| 除籍     | 2001年1月24日                                                                                         |
| 性能諸元 | |
| 排水量   | 3,403トン                                                                                             |
| 全長     | 415 ft (126 m)                                                                                        |
| 全幅     | 44 ft (13 m)                                                                                          |
| 吃水     | 25 ft (7.6 m)                                                                                         |
| 機関     | 蒸気タービン                                                                                          |
| 最大速   | |
| 乗員     | 士官20名、兵員245名                                                                                   |
| 兵装     | Mk30 5インチ砲 2門 8連装 ASROC Mk16 ランチャー 1基 Mk32 12.75インチ魚雷発射管 6門 Mk37 魚雷発射管 2門 |
| 搭載機   | SH-2F Seasprite LAMPS I 1機                                                                           |
| モットー | |

デヴィッドソン (USS Davidson, FF-1045) は、アメリカ海軍のフリゲート。ガーシア級フリゲートの5番艦。艦名はライアル・A・デヴィッドソン海軍中将に因む。

## 艦歴
デヴィッドソンは1963年9月30日にルイジアナ州ニューオーリンズのエイボンデール造船所で起工する。当初は DE （護衛駆逐艦）と指定された。1964年10月2日に命名、進水し、1965年12月7日にサウスカロライナ州チャールストンで就役した。デヴィッドソンの母港は真珠湾と指定され、ベトナム戦争時には太平洋西部に展開した。1975年には同級の姉妹艦と共に FF-1045 （フリゲート）に艦種変更された。
1988年12月8日にデヴィッドソンは退役した。退役後ブラジル海軍に貸与され、パライバ (Paraiba, D28) の艦名で1989年7月25日に就役した。パライバは2002年7月26日にブラジル海軍を退役した。
デヴィッドソンはスクラップとして処分するためサンプル (USS Sample, FF-1048) と共にインドに牽引中、沈没した。